# Tom Leeb
Tom Leeb (Parijs, 21 maart 1989) is een Frans zanger en komiek.

## Biografie
Tom is de zoon van Michel Leeb, zanger en acteur geboren in Keulen. Zijn zus Fanny Leeb is ook een zangeres. Leeb heeft vijf jaar theater, film en zang gestudeerd in New York. Hij had een rol in een theaterversie van de film Mrs. Doubtfire en trad aan in diverse Franse televisieshows. Met Kevin Levy vormde hij een komisch duo. De twee uploadden video's op hun YouTube-kanaal. Ook stond hij in het voorprogramma van zangers als Sting en Tom Jones.
Hij bracht in september 2019 zijn debuutalbum Recollection uit. Op 14 januari 2020 werd bekendgemaakt dat hij door de omroep France Télévisions was geselecteerd om Frankrijk te vertegenwoordigen op het Eurovisiesongfestival 2020, dat gehouden zou worden in Rotterdam. Het festival werd evenwel afgelast.